# Prépuce
Cet article concerne le prépuce du pénis. Pour le prépuce du clitoris, voir capuchon du clitoris.
Le prépuce est le repli circulaire de peau mobile et coulissant qui couvre plus ou moins le gland du pénis à l’état de flaccidité, et qui se rétracte durant l'érection. Il est l'homologue du capuchon du clitoris.
Le phimosis est une affection qui empêche la rétraction du prépuce lors de l'érection. Fréquemment observé chez l’enfant, le phimosis devient problématique avec l'âge. 
La circoncision est une ablation du prépuce qui concerne 30 % de la population masculine pour des raisons religieuses, culturelles ou médicales.

## Anatomie humaine

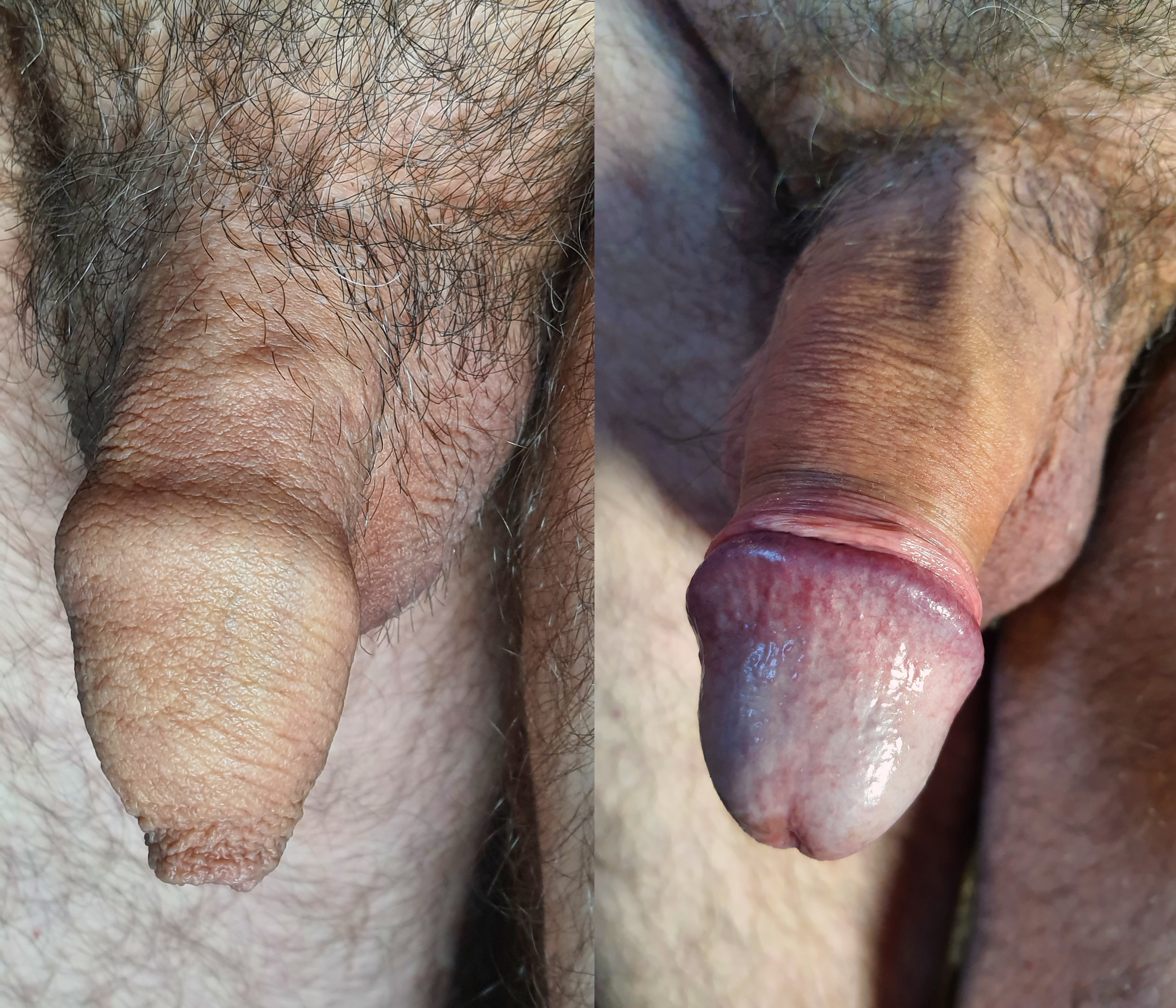
Pénis flasque avec prépuce recouvrant à gauche, et rétracté à droite.

Le prépuce est un repli cylindrique de peau qui présente sur la face externe un épithélium kératinisé et sur sa face interne, qui est en contact avec le gland, un épithélium non kératinisé. Le prépuce est relié au reste du pénis sur toute la circonférence postérieure par le sillon balano-préputial qui épouse par sa forme la couronne du gland. Sur la face inférieure du gland, un repli de forme triangulaire, le frein, le relie au prépuce. La circonférence antérieure du prépuce correspond au bord libre, c'est l'orifice ou anneau préputial.
Chez l’enfant, le gland est initialement toujours recouvert du prépuce, en raison d'adhérences, qui par la suite disparaissent progressivement. Chez l’adulte et l'adolescent, lors de l'érection, le prépuce glisse sous l’effet d’une traction mécanique, jusqu’à sa rétraction complète derrière la couronne du gland (niveau où le gland a le plus large diamètre) qui est alors entièrement exposé.
Dans l’espace entre le prépuce et le gland peut se déposer une substance blanchâtre, le smegma. Les glandes préputiales sont des glandes exocrines productrices de phéromones et situées à proximité des organes génitaux de divers mammifères. Leur existence ou fonctionnalité est discutée chez l'homme.

## Fonctions

### Fonction protectrice
Lorsque le pénis est à l’état de repos, le gland, principale zone érogène, est relativement protégé des frottements externes (sous-vêtements notamment) et du dessèchement, l’urine et le smegma hydratant le gland.

### Fonction sensorielle
Appartenant au pénis, le prépuce constituerait une zone érogène,.
Une étude britannique évoque la possibilité que le prépuce constitue la zone la plus sensible du pénis au toucher. Néanmoins, une étude publiée dans la revue scientifique américaine Journal of Urology en juin 2016 indique que les hommes circoncis ne présenteraient aucune sensibilité moindre par rapport aux hommes non circoncis,. 
Comme toute autre portion de la peau, le prépuce dispose de récepteurs sensoriels encapsulés, à l'image de corpuscules de Meissner, de Krause, de Ruffini, de Pacini.
Il contient entre 10 000  et   20 000 terminaisons nerveuses,,,,,, avec une densité approximative de 100 par centimètre carré. 
La densité la plus élevée de récepteurs se trouverait au niveau de la bande striée, une partie de la face interne du prépuce. 

### Fonction mécanique
Lorsque se produit une érection, le prépuce déplié fournit une réserve de peau qui compense l’allongement du sexe masculin tout en lui permettant de conserver un manchon mobile qui facilite les mouvements de va-et-vient liés à l’activité sexuelle : en transformant les mouvements relatifs de translations entre le pénis et le corps qui l’entoure en enroulements et déroulements du prépuce sur le gland du pénis, ce manchon mobile limite les frottements.

## Anatomie comparée
Parmi les primates, l'innervation du prépuce humain constituerait une particularité. Une étude d'anatomie comparée a ainsi montré que, comparativement à l'homme, le prépuce du macaque rhésus contient moins de récepteurs encapsulés, ce qui suggère, aux yeux des chercheurs de l'étude, un processus d'évolution propre à l'homme.

## Pathologie

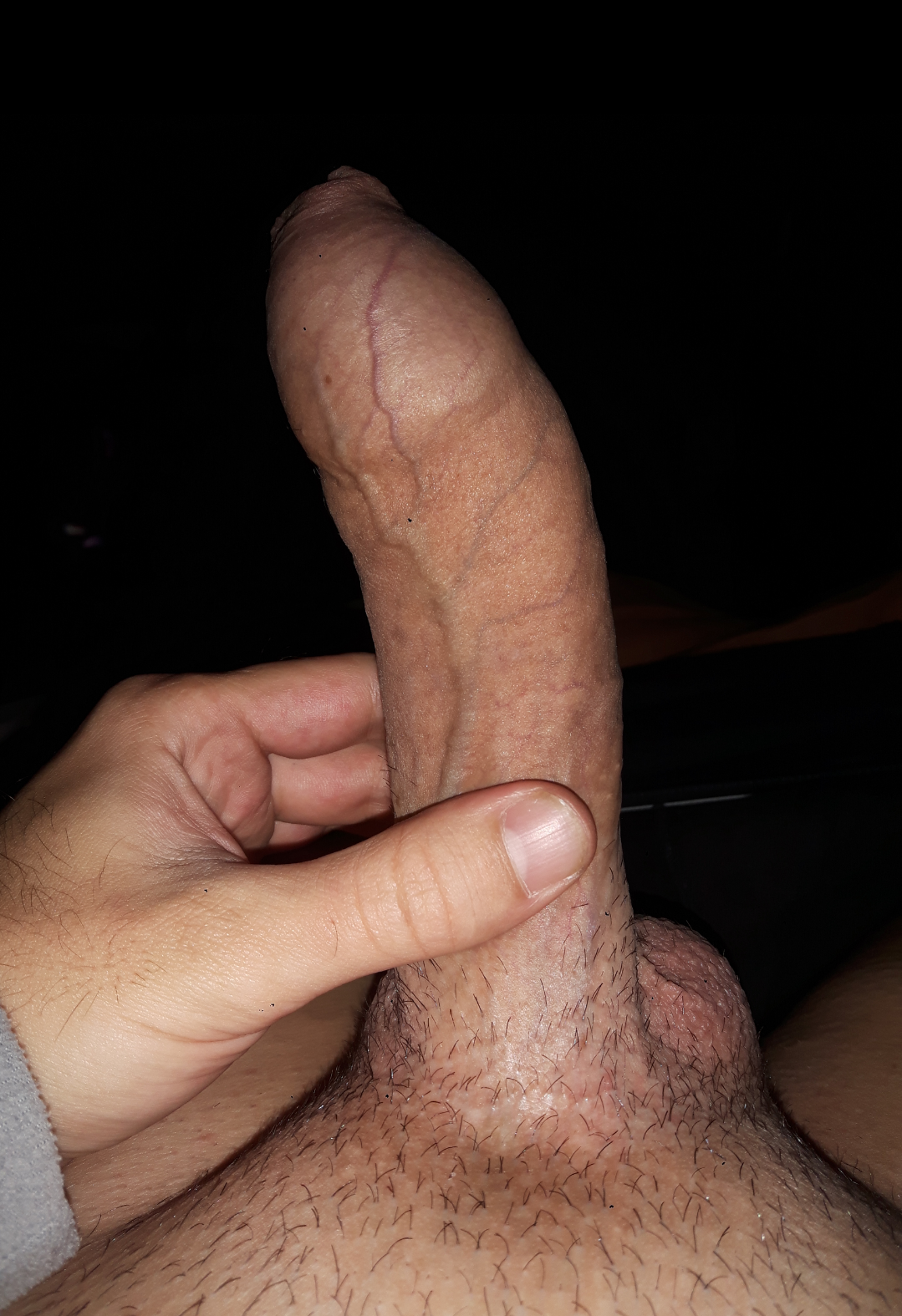
Pénis en érection avec phimosis.

Le phimosis est l’incapacité de rétraction du prépuce derrière le gland. Le paraphimosis est l’état où le prépuce est bloqué derrière le gland et ne peut pas revenir à sa position normale à l’état de flaccidité. Ces deux cas sont dus à un anneau préputial trop petit.
La non-rétractabilité du prépuce et l’adhésion du gland au prépuce sont fréquemment observées chez l’enfant. L’âge auquel le phimosis devient problématique est sujet à caution et son évaluation est à la discrétion du médecin. Certaines études parlent d’une normalité jusqu’à l’âge de 5 ans, d’autres estiment la limite à 10 ans, d’autres encore la placent à l’âge des premières relations sexuelles. 
De fait, le phimosis physiologique se présente lorsque, lors de l’érection, l’enfant éprouve une douleur à cause de l’étroitesse de son prépuce. Seuls 1 % des garçons de 14 ans ne pourraient pas rétracter leur prépuce. 
Certaines études montrent que cette prévalence serait augmentée par les pratiques de décalottage forcé du prépuce des enfants mises en œuvre par des parents ou des médecins.
Lorsque le phimosis de l’adolescent persiste chez l’adulte, il existe pour le corriger d'autres solutions que la circoncision. Elles consistent à élargir son ouverture afin de faciliter sa rétraction derrière le gland, au moyen de la chirurgie (plastie du prépuce) ou de manipulations : expansion progressive des tissus formant l’anneau préputial lorsque soumis à un étirement modéré et prolongé ou répété. Mis à part ces méthodes manuelles, une autre possibilité est la préputioplastie, intervention chirurgicale consistant à pratiquer une ou plusieurs incisions afin de simplement élargir le prépuce.

## Circoncision

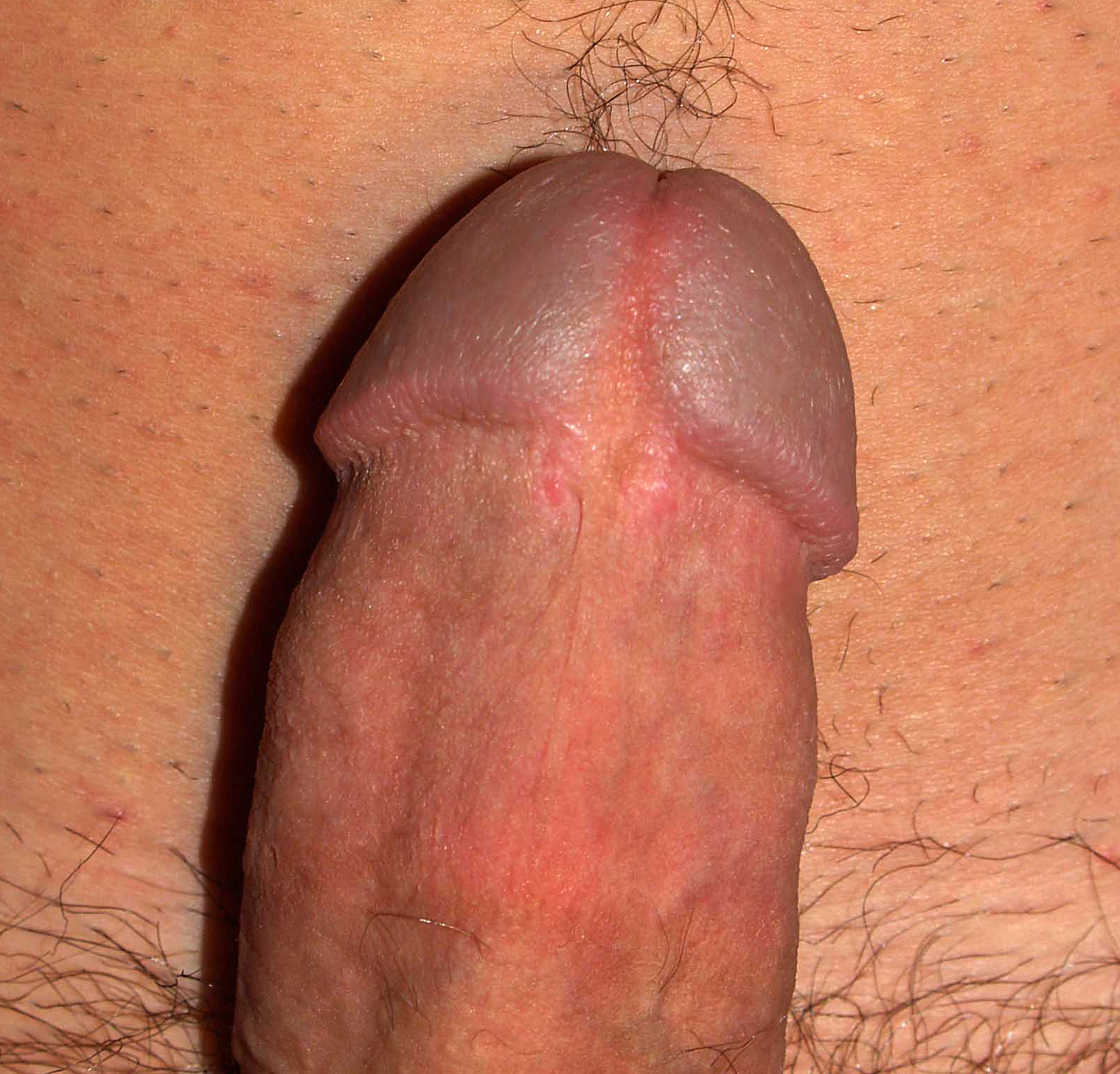
Image d'un pénis circoncis ayant également subi une frénectomie (ablation du frein).

La circoncision consiste, dans sa forme la plus répandue, en l’ablation totale ou partielle du prépuce, laissant ainsi le gland du pénis à découvert. Cette pratique sociale, qui existe depuis l’Antiquité, concernerait en 2009 selon l’Organisation mondiale de la santé (OMS), environ 30 % de la population masculine mondiale, soit 660 millions d’hommes.
La circoncision est largement pratiquée pour des raisons culturelles, qu'elles soient religieuses (dans le judaïsme et l’islam en particulier) ou non (dans le monde anglo-saxon). Quand elle n'est pas motivée par le traitement de pathologies, elle est considérée par certains organismes médicaux comme une atteinte à l'intégrité physique, tandis que d'autres la recommandent pour ses vertus prophylactiques,,. Depuis 2007, en Afrique subsaharienne, il existe des campagnes de circoncision volontaire initiées par l’OMS, dans le but de prévenir la transmission du SIDA.

## Autres croyances et pratiques culturelles

### Religion

#### Le Saint Prépuce
Le Saint Prépuce est une relique du prépuce de Jésus de Nazareth qui selon la tradition a été circoncis comme tous les Juifs à 8 jours (traditionnellement le premier janvier). Plusieurs lieux de culte de l’Occident chrétien croient le détenir à partir du Moyen Âge.

#### Sémantique
Dans le langage du Nouveau Testament, de même que le mot Circoncision (en grec péritomè) désigne par synecdoque le monde juif, de même le mot Prépuce (en grec akrobustia) désigne très crûment le monde non-juif. C’est-à-dire qu’il était utilisé par les Juifs de langue grecque pour désigner les non-juifs, dont une autre désignation technique était : les nations ; aujourd’hui encore, en hébreu, goim, d’où le singulier goy. Ainsi par exemple dans la lettre de Paul aux Éphésiens (II, 11) : « vous les nations (non juifs) qu’on appelle le Prépuce. » Cependant, dans la plupart des versions modernes de ces textes, cette façon de parler très crue est censurée et tournée par des mots abstraits tels que incirconcision.

### Utilisation
En Afrique centrale, les Dìì du Nord-Cameroun le réduisent en poudre pour constituer une potion aux vertus censément fortifiantes, où entrent d’autres ingrédients, comme le cœur de lion, bue durant la cérémonie de circoncision, transmettant la virilité d’une génération d’hommes circoncis à l’autre.